# Ourisia serpyllifolia
Ourisia serpyllifolia är en grobladsväxtart som beskrevs av George Bentham. Ourisia serpyllifolia ingår i släktet Ourisia och familjen grobladsväxter. Inga underarter finns listade i Catalogue of Life.